# Jérémie Porsan-Clemente
Jérémie Porsan-Clemente (Schoelcher, 16 de dezembro de 1997) é um futebolista francês que atua como atacante. Atualmente joga pelo Olympique de Marseille.

## Carreira
Nascido na Martinica, Porsan-Clemente estreou nos profissionais do Olympique em agosto de 2014, na derrota para o Montpellier por 2 a 0, ao entrar no lugar de Florian Thauvin.